# Orthozona rufilineata
Orthozona rufilineata är en fjärilsart som beskrevs av George Francis Hampson 1895. Orthozona rufilineata ingår i släktet Orthozona och familjen nattflyn. Inga underarter finns listade i Catalogue of Life.